# Macropsis prasina
Macropsis prasina är en insektsart som först beskrevs av Karl Henrik Boheman 1852.  Macropsis prasina ingår i släktet Macropsis, och familjen dvärgstritar. Arten är reproducerande i Sverige.